# Región geográfica inmediata de Blumenau
La región geográfica inmediata de Blumenau es una de las 24 regiones inmediatas del estado brasileño de Santa Catarina, una de las seis regiones inmediatas que componen la región geográfica intermedia de Blumenau, y una de las 509 regiones inmediatas en Brasil, creadas por el IBGE en 2017. Está compuesta de 12 municipios.

## Municipios
| Región Geográfica Inmediata | Código | Municipios      |
| --------------------------- | ------ | --------------- |
| Blumenau                    | 420019 | Apiúna          |
| Blumenau                    | 420019 | Ascurra         |
| Blumenau                    | 420019 | Benedito Novo   |
| Blumenau                    | 420019 | Blumenau        |
| Blumenau                    | 420019 | Doutor Pedrinho |
| Blumenau                    | 420019 | Gaspar          |
| Blumenau                    | 420019 | Ilhota          |
| Blumenau                    | 420019 | Indaial         |
| Blumenau                    | 420019 | Pomerode        |
| Blumenau                    | 420019 | Rio dos Cedros  |
| Blumenau                    | 420019 | Rodeio          |
| Blumenau                    | 420019 | Timbó           |